# Arms Export Control Act
Der Arms Export Control Act (AECA), das Waffenexportkontrollgesetz der Vereinigten Staaten, wurde am 30. Juni 1976 durch US-Präsident Gerald Ford erlassen. Es handelt sich um ein Bundesgesetz, das die Befugnis und die allgemeinen Regeln für die Durchführung von Waffenverkäufen der USA ins Ausland und für kommerzielle Verkäufe von Verteidigungsgütern, Verteidigungsdienstleistungen und Schulungen festlegt.
Die Polizeibehörde U.S. Immigration and Customs Enforcement (ICE) führt ein Programm mit dem Namen Project Shield America durch, um zu verhindern, dass ausländische Gegner, Terroristen und kriminelle Netzwerke in den Besitz von US-Munition und strategischer Technologie gelangen.